# Schulbuchforschung
Schulbuchforschung (bzw. heute oft weiter gefasst Bildungsmedienforschung) ist ein transdisziplinärer Forschungsbereich. Der hauptsächliche Untersuchungsgegenstand ist das Schulbuch (allgemeiner: Unterrichts-/Bildungsmedien). Wissenschaftliche Vergleiche und historische Analysen von Bildungsmedien lassen z. B. Rückschlüsse auf Weltsicht, Wissensstand und Werte in ihrem Entstehungs- und Nutzungskontext zu.

## Geschichte der Schulbuchforschung
Außer in mündlicher Überlieferung werden in Schriftkulturen auch Texte in erzieherischer und unterrichtender Absicht schriftlich verfasst, um Fachwissen und Kompetenzen zu vermitteln, die Gesellschaften jeweils als wahr und wichtig erachten. Die Wurzeln der neuzeitlichen europäischen Bildungsgeschichte liegen neben den Klosterschulen vor allem im humanistischen Italien des 15. Jahrhunderts, wo neben Lateinschulen auch Gymnasien und Akademien entstanden.
Die Erfindung des Buchdrucks machte hohe Auflagen für Unterrichtsmaterialien möglich und langfristig auch erschwinglich. Erste Initiativen zur Schulpflicht gab es in deutschsprachigen Territorien seit Ende des 16. Jahrhunderts. Ein relativ flächendeckendes Netz an Grund- bzw. Elementarschulen gab es etwa seit Ende des 18. Jh., wobei der Alphabetisierungsgrad noch gering war. Schulbücher wurden seitdem zu Massenmedien, die eine große Zahl Kinder und Jugendlicher erreichen und deren Produktion und Verbreitung häufig von Obrigkeiten reguliert wird. So stritten kirchliche und weltliche Gelehrte und Hoheiten immer auch über Schulordnungen und Lehrpläne, Lehrbuchinhalte und pädagogische Methoden.
Nach dem Ersten Weltkrieg zeigte der Völkerbund Interesse an der Schulbuchrevision vor allem im Geschichtsunterricht und verabschiedete 1926 dazu die Casares-Resolution. 1937 kam noch eine zwischenstaatliche Vereinbarung unter 26 Staaten zum Geschichtsbuch zustande, die politisch wirkungslos blieb.
In Deutschland standen nach 1945 erstmals die Schulbücher im Zentrum einer Reflexion, die der Geschichtsdidaktiker Georg Eckert in Braunschweig anschob. Mit Unterstützung der UNESCO und der Arbeitsgemeinschaft Deutscher Lehrerverbände gründete er 1951 das Internationale Institut für Schulbuchverbesserung. 1953 wurde es als Internationales Schulbuchinstitut an der Pädagogischen Hochschule Braunschweig als Forschungsinstitut eingerichtet, das sich zunächst auf das Fach Geschichte konzentrierte. 1965 wurde der Auftrag durch den Europarat auf Geographie erweitert. Begünstigt durch Bildungsreformprozesse und zunehmendes Interesse des Bundesaußenministeriums an der Kulturpolitik, wurde 1975 unabhängig von der PH in Braunschweig das Georg-Eckert-Institut für internationale Schulbuchforschung gegründet. Hier fanden zunächst, wie von der UNESCO gefordert, bilaterale Gespräche zur Schulbuchrevision mittels Schulbuchkommissionen statt. 1977 schlossen sich unter Leitung des Politikwissenschaftlers Horst E. Schallenberger eine Reihe von Wissenschaftlern verschiedener Fachdisziplinen an der Universität-Gesamthochschule Duisburg zum Institut für Schulbuchforschung (IfS) zusammen. Im Gegensatz zum Georg-Eckert-Institut ging das Duisburger IfS auf „gegenwartsbezogene Probleme“ und die „politische Bedeutung“ des Schulbuchs ein. Gemeinsam mit Gerd Stein konzentrierte sich Schallenberger auf die Schulbuchkritik, woraus „praktikable Hinweise zur Gestaltung neuer und besserer Schulbücher entstanden“. Das Institut wurde 1991 aufgelöst. Die Spezialsammlung an Schulbüchern ging in die Schulbuchsammlung der Universitätsbibliothek der Universität Duisburg-Essen ein, sie umfasst ca. 7500 Bände, die zwischen 1879 und 2008 erschienen sind. Der Schwerpunkt liegt auf dem Zeitraum 1960 bis 1970.
Ab Mitte der 1980er Jahre wurden vermehrt sozialwissenschaftliche Fragen gestellt, z. B. nach Produktion(sbedingungen) von Schulbüchern, ihrer Verwendung im Unterricht, visueller Kommunikation, und Schulbüchern als Mittel der Sozialisation. Neue Forschungsansätze und Forschungsinfrastrukturen entwickelten sich parallel zur Retrodigitalisierung historischer Schulbücher und der vermehrten Entstehung und Nutzung von genuin digitalen, oftmals multimedialen Angeboten wie digitale Schulbücher und Open Educational Resources.
Bildungsmedienforschung ist in Deutschland nicht universitär durch entsprechende Lehrstühle verankert, sondern wird vornehmlich als Teilbereich etwa von erziehungswissenschaftlichen oder historischen Seminaren, aber auch durch das Georg-Eckert-Institut, das inzwischen der Leibniz-Gemeinschaft angehört, betrieben.

## Methoden
Nachdem zunächst Inhaltsanalysen und Vergleiche im Zentrum der Forschung gestanden hatten, wurden später auch empirische Studien etwa zur Rezeption und Wirkung durchgeführt. Jüngst bemüht sich vor allem die geschichtsdidaktische Schulbuchforschung auch darum, die Entstehungsgeschichte und den Gestaltungsprozess von Schulgeschichtsbüchern empirisch (quellengestütuzt) herauszuarbeiten. Heute nutzt die Forschung auch Methoden der Digital Humanities etwa zur Analyse von Diskursen, Sprachwandel usw.
Qualitative Methoden umfassen Anleihen aus der Erzähltheorie, Diskursanalyse und Dispositivanalyse.

## Forschungsbereiche
Aktuelle Forschungsbereiche umfassen z. B.:
- Historische Bildungs(medien)forschung, z. B. Ausdifferenzierung von Schultypen, Entwicklung von Curricula, Säkularisierung des Bildungswesens etc.
- Fachdidaktische Forschungen / Empfehlungen für Schulbuchherstellung und -revision[16]
- Vergleichende Bildungsmedienforschung, z. B. Darstellung von Konflikten, Religionen, Gender, Migration in Schulbüchern
- Schulbuchproduktion / Gestaltung / Medien, z. B. auch E-Schulbücher und Open Educational Resources
- Nutzung und Aneignung durch Lehrende und Lernende

## Forschungseinrichtungen, Fachportale, Vereine
Wichtigster internationaler Verband ist die Internationale Gesellschaft für Forschung zu Schulbüchern und Bildungsmedien (International Association for Research on Textbooks and Educational Media, IARTEM).
Im deutschsprachigen Raum wird die (internationale) Bildungsmedienforschung durch verschiedene Institutionen und Fachvereinigungen betrieben oder unterstützt, darunter:
- Leibniz-Institut für Bildungsforschung und Bildungsinformation
- Georg-Eckert-Institut – Leibniz-Institut für internationale Schulbuchforschung (GEI)
- Fachinformationsdienst (FID) Erziehungswissenschaft und Bildungsforschung
- HBO – Historische Bildungsforschung Online[17]
- Internationale Gesellschaft für historische und systematische Schulbuch- und Bildungsmedienforschung e. V.
- Verband Bildungsmedien e. V.